# Zentrale Beratungsstelle Niedersachsen
Die Zentrale Beratungsstelle Niedersachsen, oft abgekürzt auch ZBS Niedersachsen, ist eine Einrichtung der Wohnungslosenhilfe des Landes Niedersachsen an den Standorten („Regionalvertretungen“) Braunschweig, Hannover, Lüneburg, Oldenburg und Osnabrück.

## Zuständigkeiten und Aufgaben
Die Zentrale Beratungsstelle Niedersachsen mit ihren Regionalvertretungen ist zuständig für den Hilfebereich der nach § 67 SGB XII tätigen Träger der Freien Wohlfahrtspflege.
Innerhalb dieses Hilfebereiches ist die ZBS Niedersachsen zuständig für Aufgaben der Sozialplanung, der Koordination, der Erfolgskontrolle und für übergeordnete Aufgaben im Rahmen der Durchführung der „Ambulanten Leistungen“ für das Land Niedersachsen im Rahmen der gesetzlichen Leistungen.

## Finanzierung und Trägerschaft
Das Niedersächsische Landesamt für Soziales, Jugend und Familie fördert die Zentrale Beratungsstelle Niedersachsen durch die Übernahme von Personal- und Sachkosten nach vorgegebenen Bemessungsschlüsseln an den einzelnen Standorten.
Träger der Zentralen Beratungsstelle Niedersachsen ist an den Regionalvertretungen Hannover, Braunschweig, Lüneburg das Diakonische Werk in Niedersachsen und an der Regionalvertretung Oldenburg und Osnabrück der Caritasverband für die Diözese Osnabrück.

## Geschichte
Mit dem Übergang von stationären zu überwiegend ambulanten und lebenslageorientierten Konzepten der Wohnungslosenhilfe entstand ab Mitte der 1970er Jahre die Forderung nach Einrichtung von kommunalen Fachstellen der Wohnungsnotfallhilfe.
Die Gründung der Zentralen Beratungsstelle Niedersachsen erfolgte im Jahr 1984. Die ZBS Niedersachsen feierte im November 2014 in Anwesenheit vom Niedersächsischen Ministerpräsidenten Stephan Weil ihr 30-jähriges Bestehen.
Derzeitiger Geschäftsführer ist Christian Jäger, Sitz der niedersächsischen Geschäftsstelle ist Osnabrück.

## Einzelbelege
1. ↑  http://www.soziales.niedersachsen.de/portal/live.php?navigation_id=74&article_id=263&_psmand=2 Niedersächsisches Landesamt für Soziales – Beleg Aufgaben
2. ↑  http://www.caritas-os.de/zentraleberatungsstelle/30-jahre-zentrale-beratungsstelle Beleg Teilnahme Ministerpräsident
3. ↑  Archivlink (Memento vom 12. Februar 2016 im Internet Archive) Beleg Feier zum 30-jährigen Bestehen
4. ↑  Impressum der ZBS Niedersachsen, abgerufen am 30. Juni 2021